# Isophrictis robinella
Isophrictis robinella is een vlinder uit de familie tastermotten (Gelechiidae). De wetenschappelijke naam is voor het eerst geldig gepubliceerd in 1907 door Chretien.
De soort komt voor in Europa.